# Luís Miguel Muñoz Cárdaba
Luís Miguel Muñoz Cárdaba (Vallelado, província de Segóvia, Espanha, 25 de agosto de 1965) é um clérigo, arcebispo e diplomata espanhol da Santa Sé.

## Biografia
Luis Miguel Muñoz Cárdaba nasceu em Vallelado, na província de Segóvia, Espanha, em 25 de agosto de 1965. Formou-se em Direito pela Universidade Complutense de Madrid. Preparou-se para o sacerdócio em Toledo, no Seminário Maior e no Instituto Superior de Estudos Teológicos de Santo Ildefonso. Foi ordenado sacerdote da Arquidiocese de Toledo em 28 de junho de 1992 pelo Cardeal Marcelo González Martín, Arcebispo de Toledo.
Ele continuou seus estudos em Roma no Pontifício Colégio Espanhol. Obteve um doutorado em teologia dogmática na Pontifícia Universidade Gregoriana e uma licenciatura em direito canônico na Pontifícia Universidade da Santa Cruz. Sua dissertação na Gregoriana analisou o Pastor Bonus do Papa João Paulo II como uma elaboração e cumprimento da reforma iniciada pelo Papa Paulo VI para atender às demandas e expectativas do Concílio Vaticano II.

## Carreira diplomática
Ele se juntou à equipe da Secretaria de Estado em 1994. Para se preparar para uma carreira no serviço diplomático, ingressou na Pontifícia Academia Eclesiástica em 1999 e ingressou no serviço diplomático da Santa Sé em 2001. Suas atribuições incluíram períodos nas nunciaturas apostólicas na Grécia, México, Bélgica, Itália, Austrália, França e Turquia.
Em 31 de março de 2020, o Papa Francisco o nomeou arcebispo titular de Nasai e Núncio Apostólico no Sudão e na Eritreia. Os planos para sua ordenação estão suspensos, aguardando o relaxamento das restrições de movimento e reuniões públicas impostas como consequência da pandemia de COVID-19.
A consagração finalmente ocorreu em 25 de julho de 2020, presidida pelo Cardeal Pietro Parolin, Cardeal Secretário de Estado, com os Arcebispos Paul Richard Gallagher e Francisco Cerro Chaves servindo como co-consagradores, na Catedral de Toledo.
Em 23 de janeiro de 2024, o Papa Francisco o nomeou Núncio Apostólico em Moçambique.